# Leptogonum
Leptogonum es un género de plantas pertenecientes a la familia Polygonaceae.  Comprende 2 especies.

## Taxonomía
El género fue descrito por  George Bentham  y publicado en Genera Plantarum 3: 103. 1880.  La especie tipo es: Leptogonum domingense Benth.

## Especies
A continuación se brinda un listado de las especies del género Leptogonum pendientes de ser aceptadas hasta mayo de 2014, ordenadas alfabéticamente. Para cada una se indica el nombre binomial seguido del autor, abreviado según las convenciones y usos. 
- Leptogonum buchii Urb.
- Leptogonum domingense Benth.